# Nông trường Mộc Châu (thị trấn)
Nông trường Mộc Châu là một thị trấn nông trường cũ thuộc huyện Mộc Châu, tỉnh Sơn La, Việt Nam.

## Địa lý
Thị trấn Nông trường Mộc Châu có vị trí địa lý:
- Phía đông giáp xã Hua Păng và xã Phiêng Luông
- Phía tây giáp xã Mường Sang, Đông Sang và xã Tân Lập
- Phía nam giáp huyện Vân Hồ
- Phía bắc giáp xã Tà Lại và xã Nà Mường.

Thị trấn Nông trường Mộc Châu có diện tích 108,39 km², dân số năm 2019 là 28.408 người, mật độ dân số đạt 262 người/km².

## Hành chính
Thị trấn Nông trường Mộc Châu được chia thành 30 tiểu khu: 1/5, 19/5, 19/8, 26/7, 32, 40, 66, 68, 70, 84-85, Bản Ôn, Bệnh Viện, Bó Bun, Cấp 3, Chè Đen 1, Chè Đen 2, Chiềng Đi, Chờ Lồng, Cờ Đỏ, Cơ Quan, Hoa Ban, Khí Tượng, Mía Đường, Nhà Nghỉ, Pa Khen, Pa Khen 3, Tà Loọng, Thảo Nguyên, Tiền Tiến, Vườn Đào.

## Lịch sử
Ngày 15 tháng 11 năm 1968, thị trấn Nông trường Mộc Châu được thành lập theo Quyết định số 632-NV của Bộ Nội vụ.
Ngày 26 tháng 2 năm 1980, Hội đồng Chính phủ ban hành Quyết định số 60-CP. Theo đó, sáp nhập toàn bộ xã Chờ Lồng và hai bản Bó Bun, Chiềng Đi thuộc xã Phiêng Luông vào thị trấn Nông trường Mộc Châu.
Ngày 17 tháng 6 năm 2019, Bộ Xây dựng ban hành Quyết định số 532/QĐ-BXD công nhận đô thị Mộc Châu (gồm thị trấn Mộc Châu và thị trấn Nông trường Mộc Châu) là đô thị loại IV.
Ngày 14 tháng 11 năm 2024, Ủy ban Thường vụ Quốc hội ban hành Nghị quyết số 1280/NQ-UBTVQH15 về việc sắp xếp đơn vị hành chính cấp huyện, cấp xã của tỉnh Sơn La giai đoạn 2023 – 2025 (nghị quyết có hiệu lực từ ngày 1 tháng 2 năm 2025). Theo đó, giải thể thị trấn Nông trường Mộc Châu để thành lập 3 phường: Bình Minh, Cờ Đỏ, Thảo Nguyên trên cơ sở một phần của thị trấn; phần diện tích và dân số còn lại sáp nhập vào phường Vân Sơn và 2 xã: Chiềng Chung, Chiềng Hắc thuộc thị xã Mộc Châu.

## Kinh tế
Nền kinh tế của thị trấn phụ thuộc vào nông nghiệp, đặc biệt là trồng chè, chăn nuôi bò sữa và trồng hoa. Những đồi chè rộng lớn trên địa bàn thị trấn tạo ra một phong cảnh tươi đẹp .

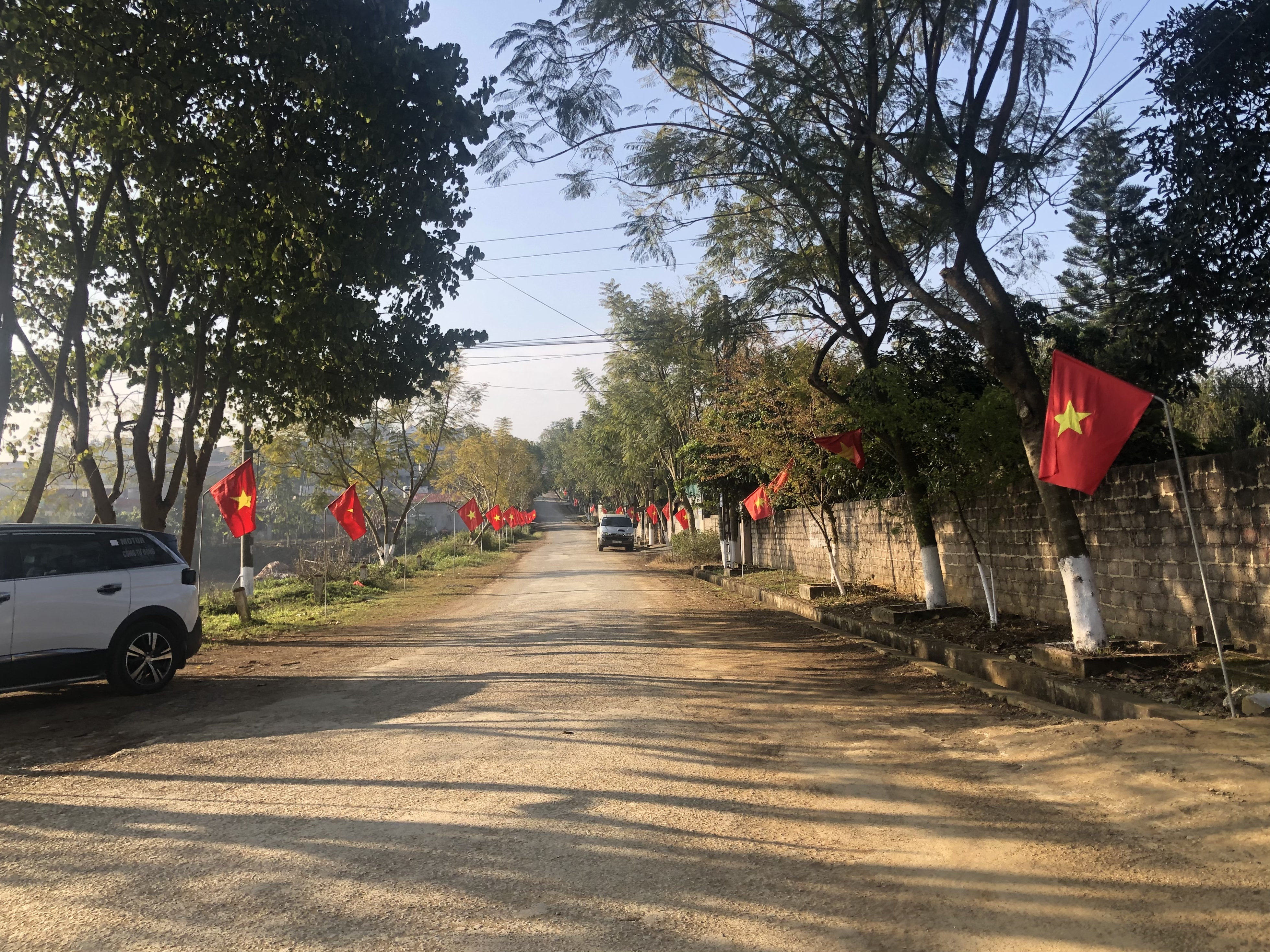
Phố Kim Liên, Thị trấn Nông trường Mộc Châu